# 헤드룸 (사진술)

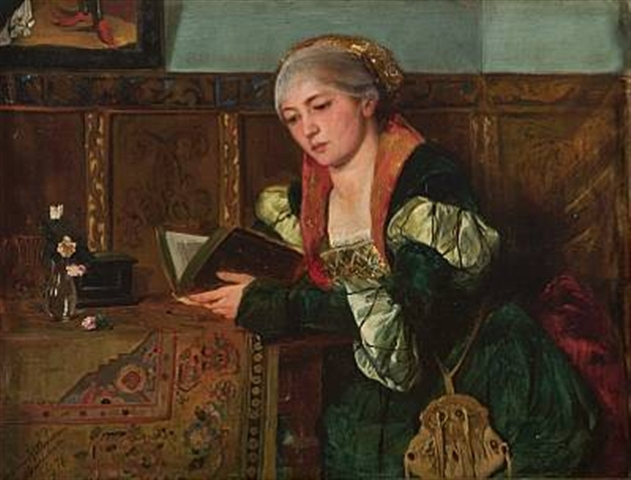

헤드룸(headroom)은 촬영술에서 이미지 프레임 안의 사물의 상대적 수직 위치를 설명하는 미적 구도 개념이다. 헤드룸은 사물의 머리 윗부분과 프레임 상단 사이의 거리를 가리키지만 이 용어는 이미지의 양쪽 부분의 공간을 포함하기 위한 리드룸(lead room), 노즈룸(nose room), 루킹룸(looking room) 대신 사용되는 용어이기도 하다. 미적으로 만족할 만한 헤드룸의 정도는 동적인 부분으로, 프레임이 얼마나 많이 사물에 의해 채워지는지에 따라 상대적으로 변화한다. 사물의 머리와 프레임의 윗부분 사이에 공간이 너무 많으면 죽은 공간을 만들 수 있다.